# جون ويزلي براين
جون ويزلي براين هو سياسي كندي، ولد في 24 نوفمبر 1864 في Victoria County, Ontario ‏ في كندا، وتوفي في 11 يناير 1949. نشط حزبياً في Unionist Party (Canada) ‏. وقد انتخب عضو مجلس العموم الكندي.